# Ödön Téry
Ödön Téry (Budapest, 8 luglio 1890 – Belvedere, 7 giugno 1981) è stato un ginnasta ungherese.

## Palmarès

### Olimpiadi
- 1 medaglia:
  - 1 argento (Stoccolma 1912 nel concorso a squadre)